# Швейцарци
Швейцарците са една от европейските политически нации, основно население на Швейцария. Наброяват 6,76 милиона души. (2009 г.) Около 690 000 от тях живеят и извън Швейцария, като най-големите общности са във Франция (179 100 души), Аржентина (150 000 души) и САЩ (75 000 души). Говорят швейцарски немски език, швейцарски френски език, швейцарски италиански език и романш. Натурализираните швейцарски жители, чийто майчин език не е един от горните се адаптират към езика на кантона в който живеят. Около 10% от населението говори друг език освен основните в страната. Езиците са тясно обвързани със специфичното географско положение на кантоните, например френския е доминиращ в западната част на страната, немския в централната и североизточната, италианския в югоизточната. По религия мнозинството са римокатолици или протестанти. Известни са като прецизни часовникари, банкери и производители на шоколадови изделия. Културата им е повлияна от Алпите на които е разположена швейцарската държава.